# Vadlapūdi
Vadlapūdi är en ort i Indien.   Den ligger i distriktet Nellore och delstaten Andhra Pradesh, i den södra delen av landet, 1 600 km söder om huvudstaden New Delhi. Vadlapūdi ligger 33 meter över havet och antalet invånare är 17 881.
Terrängen runt Vadlapūdi är platt. Runt Vadlapūdi är det ganska tätbefolkat, med 179 invånare per kvadratkilometer. Närmaste större samhälle är Gūdūr, 18,6 km söder om Vadlapūdi. Trakten runt Vadlapūdi består till största delen av jordbruksmark.